# تاتيانا كوزنتسوفا
تاتيانا ديمتريفنا كوزنتسوفا (بالروسية: Татьяна Дмитриевна Кузнецова)‏ (14 يوليو 1941 - 28 أغسطس 2018 ) هي رائدة فضاء سوفيتية، وكانت أصغر شخص يتم اختياره على الإطلاق من قبل برنامج رحلات الفضاء.
في كانون الأول / ديسمبر 1961 ، سمحت الحكومة السوفيتية باختيار مجموعة من المتدربات من رائدات الفضاء، وكان الهدف من ذلك هو ضمان أن تكون المرأة الأولى في الفضاء مواطنة سوفيتية. في شباط / فبراير 1962، تم اختيار كوزنتسوفا كعضوة في مجموعة من خمس رائدات فضاء لتدريبهن على رحلة فضائية منفردة في برنامج فوستوك الفضائية. على الرغم من أنها كانت تعمل سكرتيرة، إلا أنها كانت شغوفة جدا برحلتها إلى الفضاء. وبحلول عام 1961 كانت بطلة إقليمية ووطنية. على الرغم من أنها كانت في العشرين من عمرها فقط، إلا أن مهارتها وشجاعتها قادت رواد التوظيف إلى اختيارها في برنامجهم. في الأيام الأولى من تدريبها، كانت فالنتينا تريشكوفا هي المرشحة الأولى لتصبح المرأة الأولى في الفضاء، ولكن بحلول أواخر صيف عام 1962، أدت بعض الإخفاقات في نظام التحضير إلى إبعادها عن التدريب.
في نهاية المطاف، اختيرت فالنتينا تيريشكوفا لتصبح أول امرأة في الفضاء، وانطلقت في مدار حول الأرض في يونيو عام 1963 على متن السفينة فوستوك 6.
تم استدعاء كوزنتسوفا لتدريب رواد الفضاء في يناير 1965 للتحضير لرحلة فضاء في بعثة فسخود 5 لفردين، لكن تم إلغاء المشروع قبل أن تتاح لها فرصة الطيران.
تقاعدت كوزنتسوفا أخيرا في عام 1969 عندما أصبح من الواضح أنه لن يتم تضمين أي نساء على الرحلات السوفيتية في المستقبل.

## وصلات خارجية
- السيرة الذاية